# Aeroportul Nogliki
Aeroportul Nogliki (IATA: NGK, ICAO: UHSN) este un aeroport din Regiunea Sahalin, Rusia ce deservește zona Nogliki⁠(d). Aeroportul a fost tranzitat în 2021 de 24.575 de pasageri.
Situat la o altitudine de 30 m, aeroportul dispune de o singură pistă.